# ایگناتس گلدزیهر
ایگناتس گلدزیهِر ‏(مجاری: Goldziher Ignác، زادهٔ ۲۲ ژوئن ۱۸۵۰ - درگذشتهٔ ۱۳ نوامبر ۱۹۱۲) خاورشناس مشهور مجار بود. او را به همراه تئودور نلدکه و کریستین اسنوک هورخرونیه از پایه‌گذاران اسلام‌شناسی نوین در اروپا می‌دانند.
گلدزیهر  به‌خاطر کار روی تفسیر باطنی کتاب مقدس یهودیان بنام «اسطوره‌شناسی در میان عبرانیان» شناخته می‌شود، که در آن از اتهامات نژادپرستان به اینکه اساطیر یهودی «دزدی» از اساطیر یونانی و رومی است دفاع کرد و توضیح داد که شباهت ها نتیجه خاستگاه مشترک الهیات اختری است.
گلدزیهر «مطالعه انتقادی صحت حدیث» را آغاز کرد و به این نتیجه رسید که «اکثر احادیث منسوب به پیامبر متعلق به آن زمان نیستند» بلکه «در چند قرن بعدی» ایجاد شده اند، یعنی تعداد زیادی از احادیث تقلبی هستند. این شامل احادیثی میشد که «حتی در انتقادی‌ترین حلقه های مسلمانان نیز پذیرفته می‌شدند»، به این معنی که معلوم شد «آن اسناد دقیقی که از موثق بودن آنها حکایت داشتند کاملا ساختگی بودند». گلدزیهر در کتاب «مطالعات اسلامی» استدلال می‌کند که این احادیث محصول «مناظره‌ها و استدلال‌های دینی در جامعه نوظهور اسلامی و وسیله ای برای تایید یا تکفیر گروهها برعلیه همدیگر از طریق حرف نهادن در دهان پیامبر اسلام بوده اند»

## زندگی
گلدزیهر در خانواده‌ای با اصالت یهودی در سکش‌فهروار زاده شد. او در دانشگاه‌های بوداپست، برلین، لایپزیک و لیدن تحصیل نمود و در سال ۱۸۷۲ در دانشگاه بوداپست به رتبهٔ استادیار دست یافت. سال پس از آن با حمایت دولت مجارستان، به کشورهای سوریه، فلسطین و مصر سفر کرد و بدین ترتیب فرصت شرکت در سخنرانی‌های روحانیون مسلمان در دانشگاه الازهر را بدست آورد.
در ۱۸۹۰ گلدزیهر مطالعات اسلامی را منتشر کرد که زیر عنوان العقیده و الشریعه فی الاسلام به عربی ترجمه شده‌است.
تا سن ۴۴ سالگی به دلیل تمایلات ضدیهود، اجازهٔ تدریس در دانشگاه‌های مجارستان از او دریغ شد. پس از آن، او به اولین دانشمند یهودی تبدیل شد که به چنین مقامی دست یافته‌است. او به عنوان نمایندهٔ دولت مجارستان و فرهنگستان علوم آن در نشست‌های بین‌المللی زیادی شرکت جست و همچنین نشان زرین نشست خاوری استکهلم را دریافت نمود. گلدزیهر همچنین به عضویت چندین جامعهٔ دانش آموختگان مجار و [دیگر کشورها] درآمد. به عنوان دبیرکل جامعهٔ یهود بوداپست برگزیده شد. در ۱۹۰۴ دکتری ادبیات کمبریج و در ۱۹۰۶ دکتری حقوق ابردین به او اهدا شد.
برجستگی او در دنیای علم به دلیل تحقیقات دقیق او در قوانین پیش از اسلام و اسلام سنت و شعر است که در این ارتباط او تعداد زیادی مقاله و نظریه به مجموعه‌های دانشگاهی مجارستان افزود. بیشتر کارهای تحقیقی او هنوز هم قابل اتکا هستند.
نظر او در مورد اسلام او چنین است: «طی آن هفته‌ها من واقعاً به روح اسلام وارد شدم به حدی که در درون به این نتیجه رسیدم که مسلمان هستم و این تنها مذهبی است که اصول و قوانین آن می‌تواند پاسخگوی یک ذهن فلسفی باشد. آرمان من رساندن یهودیت به چنان درجه‌ای بود. آنطور که تجربه به من آموخت، اسلام تنها دینی است که خرافات و عقاید بت‌پرستانه را نه با عقل‌گرایی بلکه با اصول رد می‌کند.»
گلدزیهر در قاهره حتی به مانند یک مسلمان به عبادت می‌پرداخت:
«در میان هزاران مؤمن، پیشانی ام را به زمین مسجد ساییدم. هیچگاه به مانند آن جمعهٔ متعالی، من در زندگیم چنین مذهبی نبودم.»
علیرغم علاقه وی به اسلام، گلدزیهر یهودی باقی ماند. با وجود اینکه به دلیل مذهبش از ارائه شغل تدریس همراه با دستمزد از وی دریغ می‌شد، اما او از تغییر مذهب خودداری نمود. چنین عملی استقلال مالی و موفقیت حرفه‌ای وی را تضمین می‌کرد، و لیکن عشق عمیق وی به مذهب آبا و اجدادیش به وی اجازهٔ ترک آن را نداد.

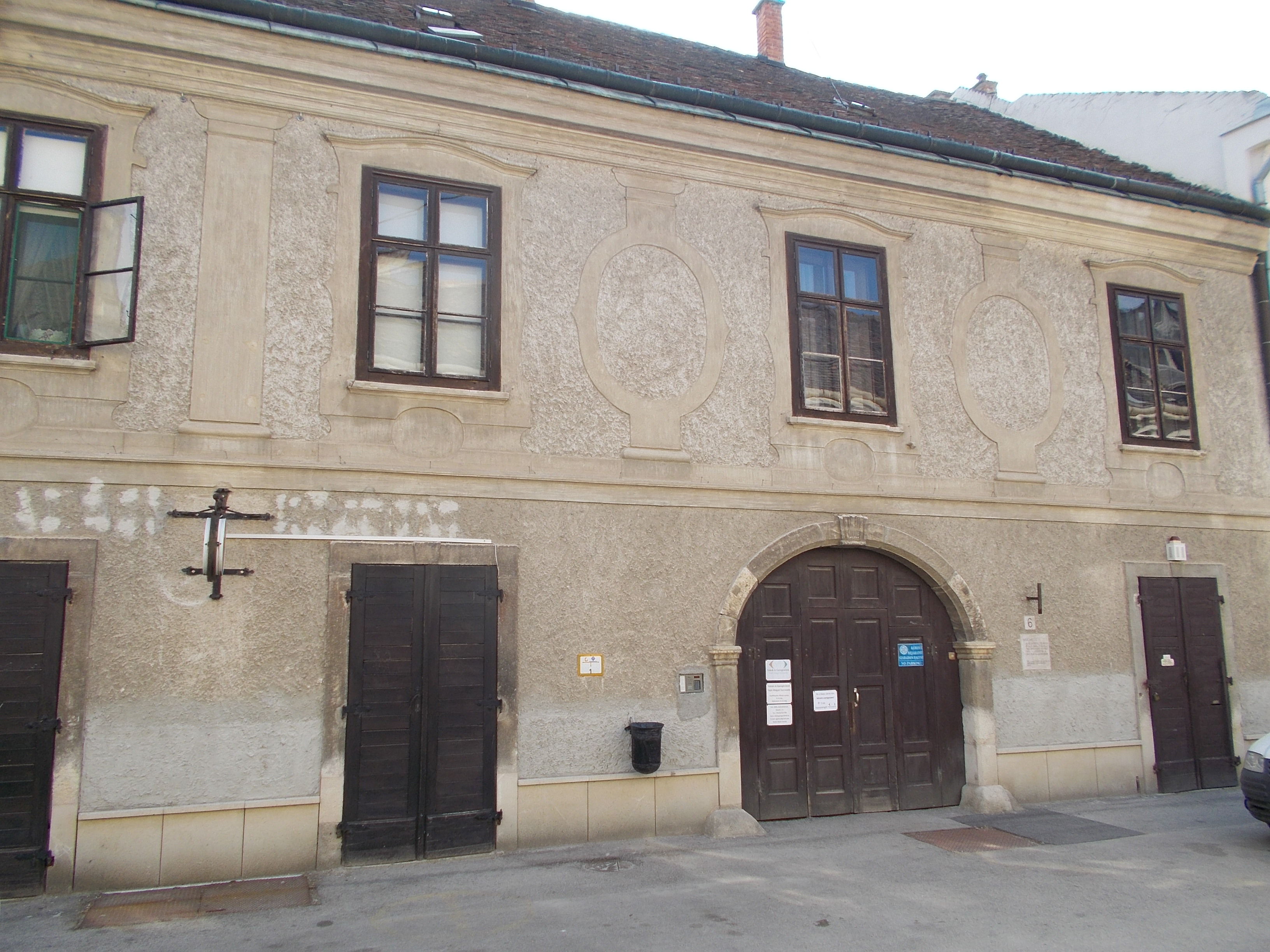
خانهٔ محل تولد گلدزیهر در سکش‌فهروار

## انتقادها
گلدزیهر در اولین کتاب خود، مطالعات اسلامی اظهار می‌دارد که چگونه احادیث بیش از سخنان خود پیامبر اسلام باعث ایجاد مجادلات بر سر شرع و قوانین به فاصلهٔ دو قرن پس از او شدند. او به شدت بر این عقیده بود که قوانین اسلام منشأ خود را از قوانین رومی گرفته‌اند اما به عقیدهٔ پاتریشیا کرون استدلالات او در این زمینه سست هستند.
آثار گلدزیهر به علت حملات انتقادآمیز ادوارد سعید در کتاب شرق‌شناسی، اهمیت تازه‌ای پیدا کرده‌است. سعید اظهار می‌دارد که بنیان‌گذاران شرق‌شناسی آنقدر که به خلق یک تصویر بر اساس تصورات روانی و اعتقادی خود پرداخته‌اند، به تحقیق در مورد واقعیات شرق اهتمام نورزیده‌اند. اساس این تصورات شرق را جامعه‌ای راکد و بدون تغییر در نظر می‌گرفت که در مرتبه‌ای پایین‌تر از اروپای درگیر در انحرافات جنسی قرار دارد، گرچه آثار گلدزیهر عموماً فاقد این ویژگی هستند. گلدزیهر در کتاب‌ها و مقالات پرشمارش به دنبال کشف ریشهٔ اصول اسلامی و اجرای مراسم آن در فرهنگ‌های مختلف است. او اظهار می‌دارد که اسلام با گسترش خود به عنوان یک تمدن به دریافت و صدور آرا پرداخته‌است. بعلاوه تنفر او از کلیسای کاتولیک و دگم‌های آن، شوراهای مذهبی و استبدادی را که بر دینداران تحمیل می‌کرد، منجر به این شد که اعلام کند تحمل اسلام برای مذاهب دیگر و عقاید دیگران، آن را به الگوی بهتری برای سرمشق شدن در میان سه مذهب توحیدی بدل کرده‌است. کتاب مطالعات اسلامی موجی از نارضایتی در میان مسلمانان برانگیخت.

### انتقاد از شیعه
در مقاله‌ «اصل تقیه در اسلام»،  ۱۹۰۶، گلدزیهر  دو آیه‌ی قرآن و احادیثی از پیامبر اسلام یا علی بن ابی طالب میاورد که می‌گویند، فرد مسلمان باید برای حفظ جان خود و  برادران دینی خود، ایمان یا نیت خود را کتمان کند.  او میگوید: تقیه نزد شیعیان همواره استفاده میشود و فقط در موردهای استثنایی با آن مخالفت شده در حالی که نزد اهل تسنن فقط برای حفظ جان است. او در مورد تأثیر تقیه شیعی بر روحیه ایرانیان می‌نویسد: « استفاده بی بندوبار و حقه‌بازانه‌ی تقیه از نظر اخلاقی بر روح اسلام ایرانی تأثیر اسفباری گذارده است»
حسین نصر نوشته‌های وی پیرامون شیعه را «در نهایت بی عدالتی، بی اساس و مبتذل» توصیف می‌کند.

## آثار
- ترجمه کتاب المؤمنین اثر ابوحاتم سهل بن محمد سجستانی (1896).
- خاطرات، ویرایش الکساندر شایبر. Leiden: Brill, 1978. ISBN 90-04-05449-9
- درباره تاریخ ادبیات شیعه (1874)
- تاریخ یادگیری زبان در میان اعراب. وین، 1871-1873.
- اساطیر عبرانی و تحول تاریخی آن. لایپزیگ، 1876
- محمد شناسی. هال، 1889-1890، 2 جلد. شابک 0-202-30778-6
- مطالعات اسلامی، 2 جلد. آلبانی، 1977.
- رسائل فی اللغه العربی، 2 ج. لیدن، 1896-1899.
- کتاب طبیعت روح. برلین 1907.
- سخنرانی در مورد اسلام. 1910
- مقدمه ای بر الهیات و حقوق اسلامی